# Bakalambani
 (août 2017).
Bakalambani est une localité de la zone de gouvernement local de Borgu dans l'État de Niger au Nigeria.